# Вишньовка (Біловський округ)
Вишньо́вка (рос. Вишнёвка) — село, центр Біловського округу Кемеровської області, Росія.

## Населення
Населення — 737 осіб (2010; 612 у 2002).
Національний склад (станом на 2002 рік):
- росіяни — 91 %